# Piemontesische Sprache

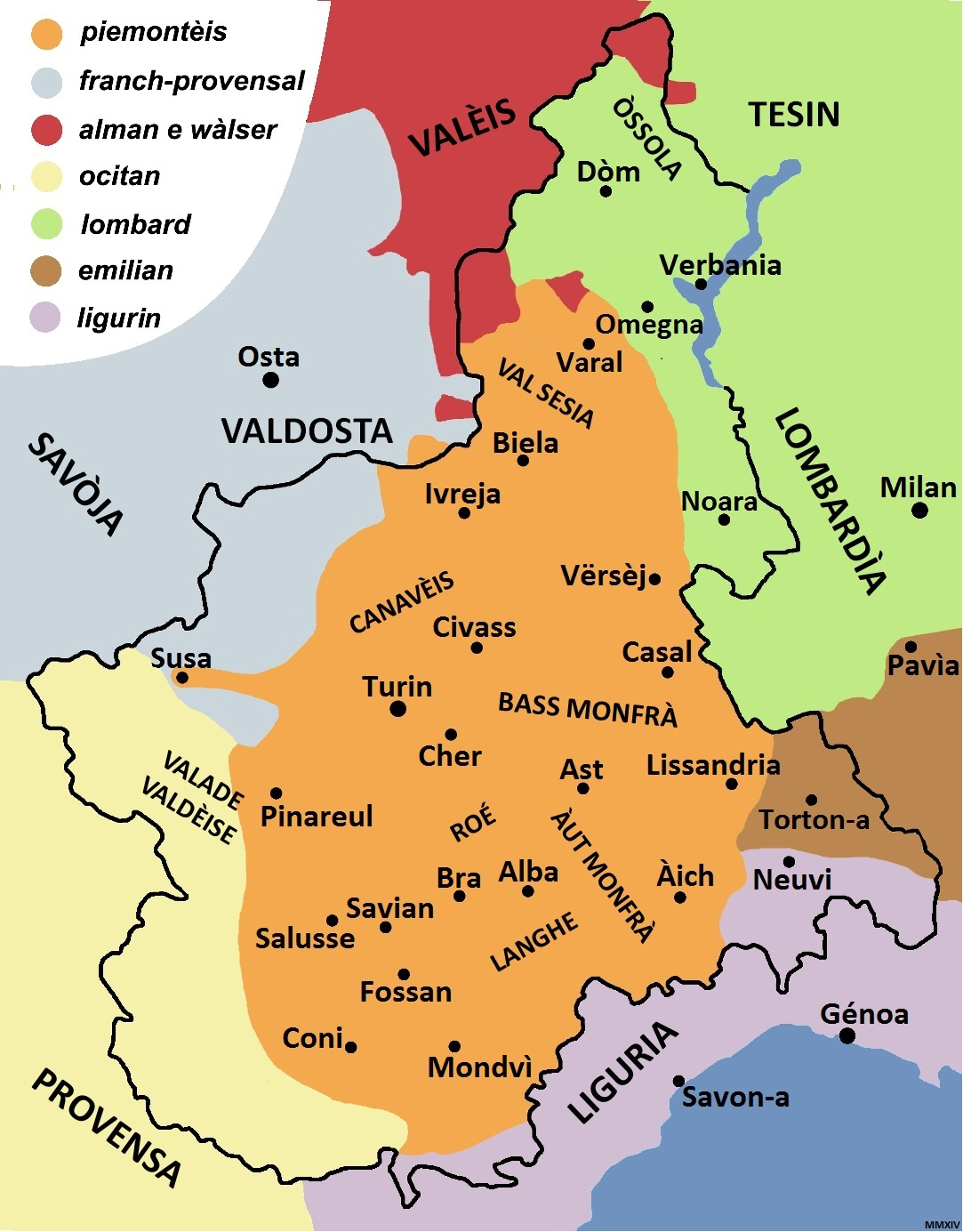
Linguistische Landkarte des Piemont

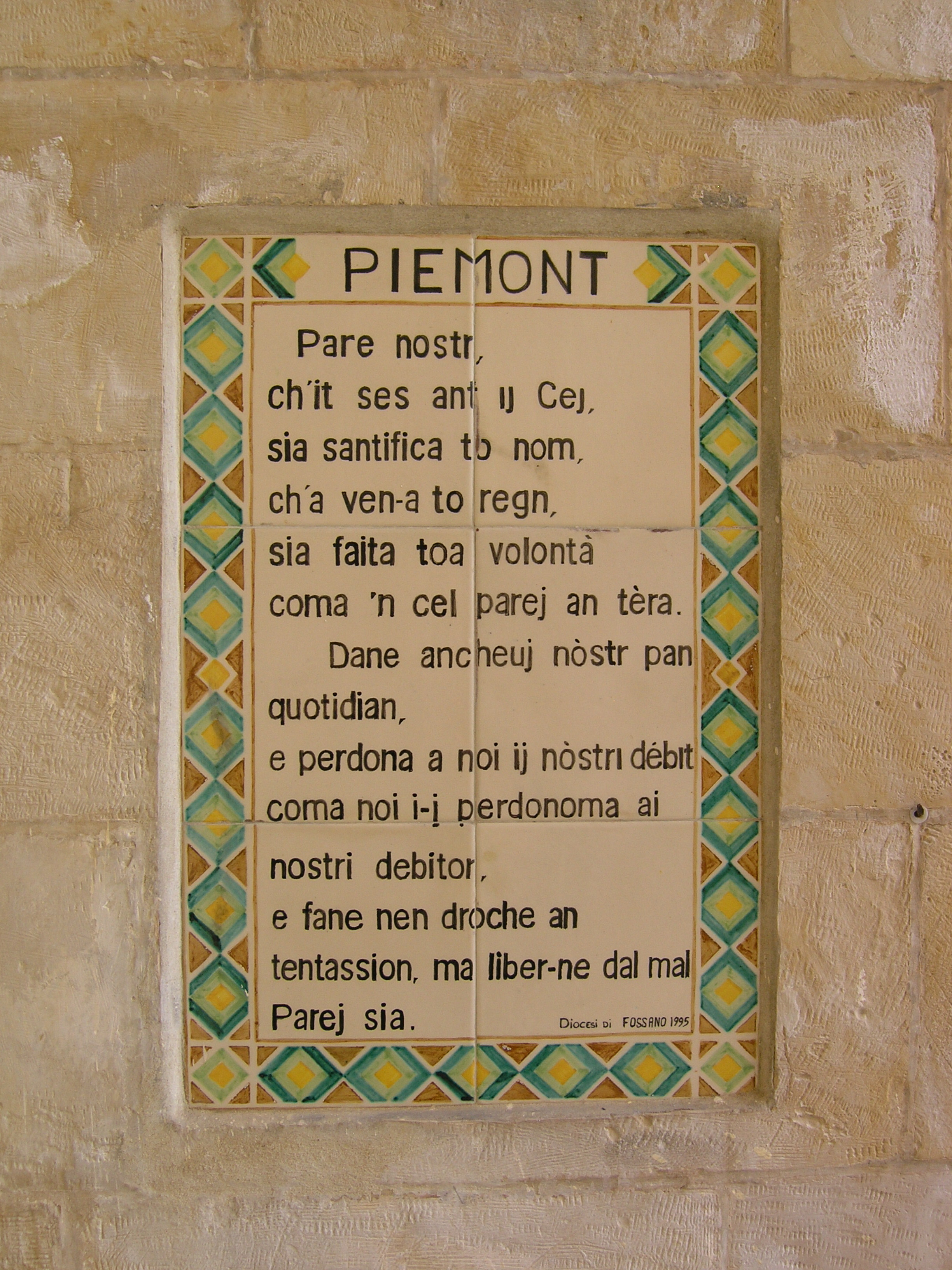
Das Vaterunser auf Piemontesisch in der Paternosterkirche zu Jerusalem

Die piemontesische Sprache (auch das Piemontesische; Piemontèis im Piemontesischen, Piemontese im Italienischen) ist eine galloromanische Varietät, die von über 2,1 Millionen Menschen im Piemont gesprochen wird. Seit 1981 erkennt sie der Europarat offiziell als Minderheitensprache an. Sie gehört zu den gefährdeten Sprachen und wurde von der UNESCO in den Atlas der gefährdeten Sprachen aufgenommen.

## Geschichte
Als Schriftsprache wurde das Piemontesische seit dem Ende des 12. Jahrhunderts benutzt. Im 16. Jahrhundert entwickelte sich
eine Literatur, die alle literarischen Formen, sowohl Gedichte als auch Romane, Dramen und Epik umfasste. Allerdings verlor das Piemontesische schon um diese Zeit seinen Rang als Sprache der Verwaltung und höheren Bildung an das Italienische, die auf dem Dialekt der Toskana, besonders dem florentinischen, beruhende Sprache Dantes.
Das 19. Jahrhundert brachte auch eine eigene wissenschaftliche Literatur und Literaturkritik hervor. Mit der Gründung eines italienischen Nationalstaates 1861 verstärkte sich der Niedergang des Piemontesischen aber weiter, obwohl die Einigungsbewegung vom politisch und wirtschaftlich weit fortgeschrittenen Piemont ausging. Nach dem Zweiten Weltkrieg wurde es unter dem Einfluss der Urbanisierung und der Massenmedien größtenteils auch aus der mündlichen Kommunikation in den Familien verdrängt.

## Lautung
Die heutig verbreitete Schreibweise wurde vom Autor und Literaten Pinin Pacòt entworfen, vorher gab es keine vereinheitlichte Schreibweise. Infolge der gemeinsamen galloromanischen Grundlage zeigt das Lautsystem Parallelitäten mit dem Französischen und dem Okzitanischen, so existieren die Palatale [⁠y⁠] (ü) und [⁠ø⁠] (ö).

### Vokale
- è: offenes e (ɛ) in wie in „essen“: enèrgich [ɛ'nɛʒik]
- é: geschlossenes e wie in „eben“: fé [fe]
- ë: Schwa, etwa wie in dt. '„Affe“, jedoch betont: vënner ['vəner]
- o, ó: wie ein dt. „u“: Piemont [pjɛ'munt], róndola ['rundula]
- ò: offenes o wie in „offen“: fòrt [fɔrt]
- u: wie das deutsche „ü“ oder das französische „u“ [⁠y⁠]; vor Vokalen wird es zu einem sanften [⁠w⁠]: butir [by'tir], guèra ['gwɛra]
- ù: wie ein dt. „u“, nur „ü“, wenn ein Vokal folgt: lùnes ['lunɛs], crùa [krya]
- eu: wie ein dt. „ö“ [⁠ø⁠] (vgl. französisch „eu“): reusa [røza]; eine Ausnahme sind manche Fremdwörter, z. B. Euròpa  [ɛu'rɔpa]

### Konsonanten
- c, cc: vor e und i und am Wortende wie dt. „tsch“, sonst wie dt. „k“: cel ['t͡ʃɛl], baricc ['ba'rit͡ʃ]
- ch: wie dt. „k“: chila ['kila]
- g, gg: vor e und i und am Wortende je nach Region französisches „j“ [⁠ʒ⁠] oder „dsch“ [⁠d͡ʒ⁠], sonst wie dt. „g“: assagg [as'ad͡ʒ], gat [gat]
- gh: wie dt. „g“: ghil [gil]
- gl: „lj“, wie im Italienischen: figl [fiʎ]
- gn: „nj“, wie im Italienischen: soagnà [swa'ɲa]
- h: stumm
- j: wie dt. (nicht frz.) „j“: avèj [a'vɛj]
- n: am Wortende nasaliert, etwa wie das deutsche „ng“: pan [paŋ], wenn die Aussprache eines Wortes auf [⁠n⁠] endet, wird das n verdoppelt: ann [an]
- n-: nasaliert, etwa wie das deutsche „ng“: galin-a [ga'liŋa]
- s: am Wortbeginn stimmlos (scharf), wie in Süddeutschland, Österreich und der Schweiz: sol [sul]
- s-c vor e und am Wortende „s-tsch“: s-cet [st͡ʃɛt]
- sch: „sk“ wie im Italienischen: casché [ka'ske]
- v: weiches „w“: vitura [vi'tyra]
- z: stimmhaftes (weiches) s: monze ['munzɛ]

Anders als im Italienischen wird nicht zwischen kurzen (einfach geschriebenen) und langen (doppelt geschriebenen) Konsonanten unterschieden.

### Betonung
Die Betonung eines Wortes liegt auf der letzten Silbe, wenn diese auf einen Konsonanten endet, und auf der Vorletzten, wenn das Wort auf einen Vokal ausgeht. Wird das Wort auf einer anderen Silbe betont, wird dies durch einen Gravis-Akzent zum Ausdruck gebracht. Akut in den Fällen é und ó verweist hingegen auf einen geschlossenen Vokal.

## Grammatik

### Nomen
Die Nomen lassen sich wie in allen romanischen Sprachen zwei Geschlechtern zuordnen: maskulin, feminin. Feminine Nomen enden im Singular für gewöhnlich auf -a, während maskuline häufig auf einen Konsonanten enden.
Die Bildung des Plurals ist vielgestaltiger als im Italienischen: Zwar kennen feminine Nomen die Endung -e, der maskuline Plural hingegen ist entweder mit dem Singular identisch oder erhält die Endung -i. Im ersteren Fall lässt sich der Plural wie in der benachbarten lombardischen Sprache am Artikel erkennen.

#### Artikel
| Typ            | Geschlecht | Nummer   | Artikel         | Beispiel                                      |
| -------------- | ---------- | -------- | --------------- | --------------------------------------------- |
| Determinativ   | Maskulin   | Singular | ël (’l) lë (l’) | ël can; ciamé’l can lë scolé; l’aso           |
| Determinativ   | Maskulin   | Plural   | ij (’j) jë (j’) | ij can; ciamé’j can jë scolé; j’aso           |
| Determinativ   | Feminin    | Singular | la (l’)         | la farfala; la stòria l’ongia                 |
| Determinativ   | Feminin    | Plural   | le (j’)         | le farfale; le stòrie j’onge                  |
| Indeterminativ | Maskulin   | Singular | un (’n) në (n’) | un can; ciamé’n can në scolé; n’aso           |
| Indeterminativ | Maskulin   | Plural   | ëd (’d) dë (d’) | ëd can; ciamé’d can dë scolé; d’aso           |
| Indeterminativ | Feminin    | Singular | na na (n’)      | na farfala na stòria; n’ongia                 |
| Indeterminativ | Feminin    | Plural   | ëd (’d) dë (d’) | ëd farfale; ciapé’d farfale dë stòrie; d’onge |

### Verben
Wie im Venezianischen wird zwischen Subjekt und Prädikat ein Pronomen gestellt:
- Gioann a trambla –- Johannes zittert.
- Mi, i canto na canson -- Ich, ich singe ein Lied.

Die Konjugation der Verben lässt sich in drei Gruppen einteilen, daneben existieren zahlreiche irreguläre Verben.
| Pronom     | Gruppe I       | Gruppe II    | Gruppe III     | Irregular   | Irregular       |
| ---------- | -------------- | ------------ | -------------- | ----------- | --------------- |
| –          | -é             | -e           | -ì             | -           | -               |
| –          | canté (singen) | lese (lesen) | finì (beenden) | èsse (sein) | avej (haben)    |
| Mi         | i canto        | i leso       | i finisso      | i son       | i l’hai \ l’heu |
| Ti         | it cante       | it lese      | it finisse     | it ses      | it l’has        |
| Ël         | a canta        | a les        | a finiss       | l’é         | a l’ha          |
| Noi        | i cantoma      | i lesoma     | i finioma      | i soma      | l’oma           |
| Voi        | i cante        | i lese       | i finisse      | i seve      | l’eve           |
| Lor        | a canto        | a leso       | a finisso      | a son       | l’han           |
| (Partizip) | canté          | lì           | finì           | sù          | avì             |

## Wortschatz
Charakteristisch sind die im Vergleich zum Italienischen recht stark verkürzten Wörter:
| Piemontèis | Italienisch | Latein      |
| ---------- | ----------- | ----------- |
| fnoj       | finocchio   | fenuculum   |
| maslè      | macellaio   | camellarius |
| plè        | pelare      | pilare      |
| taiè       | tagliare    | taliare     |

| Piemontesisch       | Italienisch | Französisch | Spanisch  | Rumänisch | Katalanisch | Latein           | Deutsch       |
| ------------------- | ----------- | ----------- | --------- | --------- | ----------- | ---------------- | ------------- |
| cadrega             | sedia       | chaise      | silla     | scaun     | cadira      | sella/cathedra   | Stuhl         |
| pijé                | prendere    | prendre     | tomar     | a lua     | prendre     | capere/prendere  | nehmen        |
| surtì               | uscire      | sortir      | salir     | a ieşi    | sortir      | exire            | herausgehen   |
| droché/casché/tombé | cadere      | tomber      | caer      | a cădea   | caure       | cadere           | fallen        |
| ca/mison            | casa        | maison      | casa      | casă      | casa        | casa             | Haus          |
| brass               | braccio     | bras        | brazo     | braţ      | braç        | bracchium        | Arm           |
| nùmer               | numero      | numéro      | número    | număr     | nombre      | numerus          | Zahl          |
| pom                 | mela        | pomme       | manzana   | măr       | poma        | malum            | Apfel         |
| travajé             | lavorare    | travailler  | trabajar  | a lucra   | treballar   | laborare/operari | arbeiten      |
| crava               | capra       | chèvre      | cabra     | capră     | cabra       | capra            | Ziege         |
| scòla               | scuola      | école       | escuela   | şcoală    | escola      | schola           | Schule        |
| bòsch               | legno       | bois        | madera    | lemn      | bosc        | lignum           | Holz          |
| monsù               | signore     | monsieur    | señor     | domn      | senyor      | dominus          | Herr (Anrede) |
| madama              | signora     | madame      | señora    | doamnă    | senyora     | domina           | Frau (Anrede) |
| istà                | estate      | été         | verano    | vară      | estiu       | aestas           | Sommer        |
| ancheuj             | oggi        | aujourd’hui | hoy       | astăzi    | avui        | hodie            | heute         |
| dman                | domani      | demain      | mañana    | mâine     | demà        | cras             | morgen        |
| jer                 | ieri        | hier        | ayer      | ieri      | ahir        | heri             | gestern       |
| lùnes               | lunedì      | lundi       | lunes     | luni      | dilluns     | dies Lunae       | Montag        |
| màrtes              | martedì     | mardi       | martes    | marţi     | dimarts     | dies Martis      | Dienstag      |
| mèrcol/merco        | mercoledì   | mercredi    | miércoles | miercuri  | dimecres    | dies Mercurii    | Mittwoch      |
| giòbia              | giovedì     | jeudi       | jueves    | joi       | dijous      | dies Iovis       | Donnerstag    |
| vënner              | venerdì     | vendredi    | viernes   | vineri    | divendres   | dies Veneris     | Freitag       |
| saba                | sabato      | samedi      | sábado    | sâmbătă   | dissabte    | dies Saturnis    | Samstag       |
| dumìnica            | domenica    | dimanche    | domingo   | duminică  | diumenge    | dies Solis       | Sonntag       |